# Egil Danielsen
Egil Danielsen (Hamar, 9 novembre 1933 – 29 luglio 2019) è stato un politico e giavellottista norvegese, campione olimpico ai Giochi di Melbourne 1956.

## Palmarès
| Anno | Manifestazione | Sede      | Evento                 | Risultato | Misura  | Note                              |
| ---- | -------------- | --------- | ---------------------- | --------- | ------- | --------------------------------- |
| 1954 | Europei        | Berna     | Lancio del giavellotto | 10º       | 67,78 m |                                   |
| 1956 | Olimpiadi      | Melbourne | Lancio del giavellotto | Oro       | 85,71 m | Record mondiale · Record olimpico |
| 1958 | Europei        | Stoccolma | Lancio del giavellotto | Argento   | 78,27 m |                                   |
| 1960 | Olimpiadi      | Roma      | Lancio del giavellotto | 17º       | 72,93 m |                                   |

## Riconoscimenti
- Atleta norvegese dell'anno 1956.